# Red Oaks
Red Oaks – amerykański serial telewizyjny (komedia) wyprodukowany przez Amazon Studios.
Twórcami serialu są  Joe Gangemi i Gregory Jacobs. Zdjęcia kręcono w Nowym Jorku i New Jersey.
Pilotowy odcinek został udostępniony 28 sierpnia 2014 roku przez platformę Amazon Studios
Pozostałe odcinki pierwszego sezonu zostały udostępnione 9 października 2015 roku na stronie internetowej  Amazon Studios

## Fabuła
Serial opowiada o 20 letnim Davidzie, studencie, który zaczyna pracę w klubie tenisowym Red Oaks jako trener. Akcja serialu dzieje się w 1985 roku.

## Obsada
- Craig Roberts jako David[3]
- Jennifer Grey jako Judy, matka Davida
- Ennis Esmer jako Nash[4]
- Gage Golightly jako Karen, dziewczyna Davida
- Oliver Cooper jako Wheeler
- Richard Kind jako Sam, ojciec David
- Paul Reiser jako Getty
- Alexandra Socha jako Skye, córka Getty'a
- Josh Meyers jako Barry
- Alexandra Turshen jako Misty

## Odcinki
| Sezon | Sezon | Odcinki | Oryginalna emisja Amazon Studios | Oryginalna emisja Amazon Studios | Oryginalna emisja | Oryginalna emisja | Oryginalna emisja |
| Sezon | Sezon | Odcinki | Premiera sezonu                  | Finał sezonu                     | Premiera sezonu   | Finał sezonu      |                   |
| ----- | ----- | ------- | -------------------------------- | -------------------------------- | ----------------- | ----------------- | ----------------- |
|       | 1     | 10      | 28 sierpnia 2014                 | 9 października 2015              | nieemitowany      | nieemitowany      |                   |
|       | 2     | 10      | 11 listopada 2016                | 11 listopada 2016                | nieemitowany      | nieemitowany      |                   |
|       | 3     | 10      | 20 października 2017             | 20 października 2017             | nieemitowany      | nieemitowany      |                   |

### Sezon 1 (2014-2015)
| Nr | #  | Tytuł           | Reżyseria          | Scenariusz                                                             | Premiera Amazon Studios | Premiera     |
| -- | -- | --------------- | ------------------ | ---------------------------------------------------------------------- | ----------------------- | ------------ |
| 1  | 1  | Pilot           | David Gordon Green | Gregory Jacobs, Joe Gangemi                                            | 28 sierpnia 2014        | nieemitowany |
| 2  | 2  | Doubles         | David Gordon Green | Gregory Jacobs, Joe Gangemi                                            | 9 października 2015     | nieemitowany |
| 3  | 3  | The Wedding     | Andrew Fleming     | Gregory Jacobs, Joe Gangemi, Max Werner                                | 9 października 2015     | nieemitowany |
| 4  | 4  | MDMA            | Andrew Fleming     | Gregory Jacobs, Joe Gangemi, Karey Dornetto                            | 9 października 2015     | nieemitowany |
| 5  | 5  | Fourth of July  | Hal Hartley        | Gregory Jacobs, Joe Gangemi, Shawn Harwell                             | 9 października 2015     | nieemitowany |
| 6  | 6  | Swingers        | Nisha Ganatra      | Gregory Jacobs, Joe Gangemi, Thomas G. Papa, Jr                        | 9 października 2015     | nieemitowany |
| 7  | 7  | Body Swap       | Amy Heckerling     | Joe Gangemi, Gregory Jacobs                                            | 9 października 2015     | nieemitowany |
| 8  | 8  | After Hours     | Amy Heckerling     | Joe Gangemi, Gregory Jacobs, Laura Steinel,Joe Gangemi, Gregory Jacobs | 9 października 2015     | nieemitowany |
| 9  | 9  | The Bar Mitzvah | Nisha Ganatra      | Joe Gangemi, Gregory Jacobs                                            | 9 października 2015     | nieemitowany |
| 10 | 10 | Labor Day Luau  | David Gordon Green | Joe Gangemi, Gregory Jacobs                                            | 9 października 2015     | nieemitowany |

### Sezon 2 (2016)
| Nr | #  | Tytuł            | Reżyseria          | Scenariusz                                                  | Premiera Amazon Studios |
| -- | -- | ---------------- | ------------------ | ----------------------------------------------------------- | ----------------------- |
| 11 | 1  | Paris            | Hal Hartley        | Joe Gangemi, Gregory Jacobs                                 | 11 listopada 2016       |
| 12 | 2  | Memorial Day     | Hal Hartley        | Joe Gangemi, Gregory Jacobs                                 | 11 listopada 2016       |
| 13 | 3  | Father's Day     | Hal Hartley        | Joe Gangemi, Gregory Jacobs, Karey Dornetto                 | 11 listopada 2016       |
| 14 | 4  | The Bris         | Amy Heckerling     | Joe Gangemi, Gregory Jacobs, Max Werner                     | 11 listopada 2016       |
| 15 | 5  | Independence Day | Amy Heckerling     | Joe Gangemi, Gregory Jacobs, Shawn Harwell                  | 11 listopada 2016       |
| 16 | 6  | Old Flames       | Hal Hartley        | Joe Gangemi, Gregory Jacobs, Tom Papa Teleplay by: Tom Papa | 11 listopada 2016       |
| 17 | 7  | The Anniversary  | Hal Hartley        | Joe Gangemi, Gregory Jacobs, Max Werner                     | 11 listopada 2016       |
| 18 | 8  | Lost and Found   | Gregg Araki        | Joe Gangemi, Gregory Jacobs, Shawn Harwell                  | 11 listopada 2016       |
| 19 | 9  | The Wedding      | Gregg Araki        | Gregory Jacobs, Joe Gangemi                                 | 11 listopada 2016       |
| 20 | 10 | The Verdict      | David Gordon Green | Joe Gangemi, Gregory Jacobs                                 | 11 listopada 2016       |

### Sezon 3 (2017)
| Nr | # | Tytuł                         | Reżyseria | Scenariusz | Premiera Amazon Studios |
| -- | - | ----------------------------- | --------- | ---------- | ----------------------- |
| 21 | 1 | Summer in the City            |           |            | 20 października 2017    |
| 22 | 2 | Samwich                       |           |            | 20 października 2017    |
| 23 | 3 | A Little Business Proposition |           |            | 20 października 2017    |
| 24 | 4 | Memories                      |           |            | 20 października 2017    |
| 25 | 5 | Paroled                       |           |            | 20 października 2017    |
| 26 | 6 | Action!                       |           |            | 20 października 2017    |

## Produkcja
7 lipca 2014 roku, platforma Amazon zamówiła odcinek pilotowy

18 grudnia 2015 roku, platforma Amazon zamówiła drugi sezon

31 stycznia 2017 roku, platforma Amazon przedłużyła serial o trzeci finałowy sezon